# Estornell de Madagascar
L'estornell de Madagascar (Hartlaubius auratus) és una espècie d'ocell de la família dels estúrnids (Sturnidae), l'única del gènere Hartlaubius. És endèmica de Madagascar. Habita matollars i boscos tropicals i subtropicals de frondoses secs i boscos tropicals i subtropicals de frondoses humids. El seu estat de conservació es considera de risc mínim.